# Centro Desportivo Universitário de Lisboa
O CDUL (Centro Desportivo Universitário de Lisboa), fundado em 1952 por um grupo de indivíduos liderados pelo Engº Vasco Pinto de Magalhães, é um clube multidesportivo da cidade de Lisboa. A sua primeira missão foi a de promover os desportos amadores universitários da área metropolitana de Lisboa.
Aproveitando a infraestrutura inaugurada em 1956 do Estádio Universitário de Lisboa, aí fixou a sua atividade que teve início com o atletismo, complementado rapidamente por outras seções como o voleibol, badminton e rugby.
Atualmente, desenvolvidas e expandidas as suas atividades desportivas, o CDUL conta com outras modalidades como o judo, ténis e esgrima.
No entanto, o rugby tem sido de forma inquestionável a modalidade que mais contribuiu para o prestígio do clube, contando com o maior número de atletas em competição e formação, e o clube com maior número de títulos conquistados em Portugal (20).
O CDUL, que se mantém nos lugares cimeiros dos campeonatos nacionais nos vários escalões etários, em particular no escalão sénior, foi campeão Nacional em 2016-2017 no escalão principal de rugby em seniores (Divisão de Honra), assim como em 2013-2014, tendo batido o GD Direito na final do Campeonato de 2013/14 por 19-15.

## Palmarés
- Campeonato de Portugal (20): 1963-64, 1964-65, 1965-66, 1966-67, 1967-68, 1968-69, 1970-71, 1971-72, 1973-74, 1977-78, 1979-80, 1981-82, 1982-83, 1983-84, 1984-85, 1988-89, 1989-90, 2011-12, 2013-14[4] e 2016-2017
- Taça de Portugal (9): 1968, 1977, 1979, 1986, 1988 1989, 2012, 2015 e 2023[5]
- Taça Ibérica (3): 1984, 1985, 2013.